# Dinastía arsácida de Armenia
La dinastía arsácida (del armenio: Արշակունիներ Arshakunis) rigió el Reino de Armenia desde 54 hasta 428. A pesar de que descendía de la dinastía arsácida de Partia, pronto se instauraron como una importante casa en Armenia. Los reyes arsácidas gobernaron intermitentemente hasta el año 62, durante los años caóticos que siguieron a la caída de la dinastía Artáxida, cuando Tiridates I aseguró el poder de los arsácidas en Armenia. Una línea independiente de reyes fue establecida por Vologases II (Valarses/Vagharshak) en 180. Dos de los acontecimientos más notables bajo el gobierno de los arsácidas fueron la conversión de Armenia al cristianismo por San Gregorio el Iluminador en 301 y la creación del alfabeto armenio por Mesrop Mashtóts en 405.

## Primeros arsácidas

Reino de Armenia durante la dinastía arsácida,

La primera aparición de un arsácida en el trono armenio data aproximadamente del año 12, cuando el rey parto Vonones I se exilió de Partia debido a su política a favor de Roma y a sus costumbres occidentales. Vonones I se hizo brevemente con el trono armenio con el consentimiento de Roma, pero Artabano II reclamó su deposición, y dado que César Augusto no quería comenzar una guerra con los partos, desbancó a Vonones I y lo mandó a Siria. Sin perder un momento, Artabano colocó a su hijo Orodes en el trono armenio. Tiberio no tenía intención alguna de rendir los países neutrales de la frontera del este, con lo que envió a su sobrino y heredero Germánico a la zona. Concretó un tratado con Artabano, mediante el cual este era reconocido como rey y amigo de Roma. 
Armenia se entregó en 18 a Zeno, el hijo de Polemón I, rey del Ponto, quien asumió el nombre armenio Artaxias. Los partos, bajo el mandato de Artabano, estaban demasiado ocupados por las contiendas internas como para oponerse al rey designado por Roma. El reinado de Zeno fue destacadamente pacífico en la historia armenia. Una vez muerto en 34, Artabano decidió restaurar a un arsácida en el trono armenio, eligiendo a su primogénito Arsaces como candidato apropiado, aunque su propio hijo pequeño, Orodes, intentó disputarle el derecho a su hermano. Tiberio concentró rápidamente más fuerzas en la frontera romana, y de nuevo, tras una década de paz, Armenia estaba presta a convertirse durante veinticinco años en el teatro de una amarga guerra entre las dos potencias más importantes del mundo conocido. Tiberio envió a un ibérico llamado Mitrídates, quien aseguró ser arsácida de sangre. Mitrídates recuperó Armenia con éxito y depuso a Arsaces, causando una gran devastación en el país. Sorprendentemente, Mitrídates hubo de regresar a Roma, donde fue custodiado como prisionero y Armenia fue devuelta a Artabano, quien a su vez cedió el trono a Orodes, su hijo menor. 
Otra guerra civil nació en Partia tras la muerte de Artabano. Mitrídates recuperó el trono armenio con la ayuda de su hermano, Pharsman I de Iberia y de tropas romanas. La guerra civil continuó en Partia durante varios años, con Gotarces finalmente en el trono en el año 45. En el año 51, Radamisto, sobrino de Mitrídates, invadió Armenia y mató a su tío. El gobernador de Capadocia, Julio Paulino, decidió conquistar Armenia pero finalmente desistió tras ser generosamente recompensado por Radamisto. El por entonces rey parto Vologases I vio la oportunidad; invadió Armenia y forzó finalmente a los ibéricos a retirarse. La crudeza del invierno que les siguió fue excesiva para los partos, que también abandonaron la región, dejando la puerta abierta del trono a Radamisto. De vuelta en el poder, según Tácito, el ibérico fue tan cruel que los armenios irrumpieron en el palacio y lo obligaron a salir del país. Esto permitió que Vologases pudiera poner de nuevo a su hermano Tiridates en el trono.

## Entre Roma y Partia

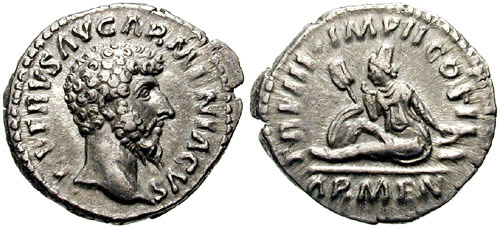
Moneda emitida para celebrar la victoria de Lucio Vero Arménico contra Vologases IV de Partia en la guerra de Armenia.

Preocupado por la influencia cada vez mayor de Partia en su frontera, el emperador Nerón envió al general Corbulón con un gran ejército al este, con la misión de restaurar a un rey súbdito de Roma. Tirídates escapó y el nuevo gobernante designado por Roma fue Tigranes VI, que invadió el reino de Adiabene, vasallo de los partos, en el año 61. Vologases consideró esto como un acto de agresión de Roma, y retomó la campaña para colocar a Tirídates de nuevo en el trono, a lo que siguió la batalla de Rhandeia en el año 62. La comandancia de las tropas romanas se confió de nuevo a Corbulón, quien marchó sobre Armenia y acampó en Rhandeia, donde trazó un acuerdo de paz con Tiridates en el cual este era reconocido rey vasallo de Roma. Tiridates, que acordó ir a Roma para ser coronado por Nerón, reinó hasta su muerte o deposición hacia el año 100 o 110. Osroes I de Partia invadió entonces Armenia, y colocó a su sobrino Axidares, hijo de Pacoro II como rey de Armenia. 
Esta modificación en la esfera tradicional de influencia del Imperio romano terminado con el periodo de la paz, iniciado en la época de Nerón unos 50 años antes, dio lugar a una nueva guerra con el emperador romano Trajano. Este emperador marchó hacia Armenia en octubre del año 113 para restaurar un cliente romano en Armenia. En Atenas, los enviados de Osroes lo satisficieron, informándole que Axidares había sido depuesto e intentaba que concedieran a su hermano mayor, Partamasiris, el trono. Trajano rechazó la oferta y por agosto de 114 capturó Arsamosata donde Partamasiris pidió ser coronado, pero en vez de ceñirle la corona, anexionó el reino al Imperio. Partamasiris fue expulsado y murió poco después misteriosamente. Como provincia romana, Armenia fue administrada junto con Capadocia por Catilio Severo de la gens Claudia.
El Senado romano acuñó monedas para esa ocasión que llevaban la siguiente inscripción: ARMENIA ET MESOPOTAMIA IN POTESTATEM P.R. REDACTAE, para solidificar la posición de Armenia como la provincia romana más nueva. Una rebelión de un pretendiente parto Sanatruces II fue aplastada, aunque la resistencia esporádica continuó y Vologases III llegó a dominar una parte importante de Armenia poco antes de la muerte de Trajano en agosto de 117. Sin embargo, al año siguiente, el nuevo emperador Adriano abandonó las conquistas de Trajano, incluida Armenia, e hizo a Partamaspates rey de Armenia y Osroene, aunque Vologases III mantuvo la mayor parte del país. Se alcanzó un compromiso con los partos y Vologases fue colocado a cargo de Armenia. La gobernó hasta 140. En 161, fueron enviadas tropas por Vologases IV para conquistarla y derrotó a las legiones romanas estacionadas allí bajo el mando del legado romano C. Severiano; alentado por el spahbod Osroes, tropas de Partia marcharon sobre Siria. Marco Aurelio envió inmediatamente a Lucio Vero. En 163, Vero mandó al general Estacio Prisco, quien había sido transferido recientemente de Britania con varias legiones a Armenia. El ejército de Vologases se entregó en Artaxata y Prisco instaló una marioneta de los romanos, Sohemo (un senador y cónsul romano de ascendencia arsácida) en el trono armenio, deponiendo a un tal Pacoro instalado por Vologases IV.
Como resultado de una epidemia en el seno de las fuerzas romanas, los partos volvieron a apoderarse de la mayor parte de su territorio (166) y Sohemo fue forzado a retirarse a Siria. Después de alternarse victorias romanas y partas, el hijo de Vologases I de Armenia, Vologases II asumió el trono en 186. En 191 ocupó el trono de Partia e instaló a su hijo Cosroes I en el trono armenio. Cosroes fue capturado posteriormente por los romanos, que instalaron a uno de los suyos para tomar el control de Armenia. Sin embargo, los propios armenios se rebelaron contra los peleles romanos, y, en un nuevo compromiso entre Roma y Partia, hicieron al hijo de Cosroes, Tirídates II (217-252), rey de Armenia.

## Sasánidas y Armenia

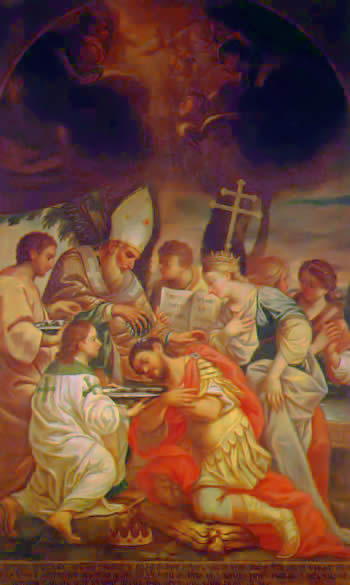
Bautismo de Tiridates III.

En 224, Ardashir I derrocó a los arsácidas de Partia dando inicio a un nuevo reino persa bajo la dinastía sasánida. Los sasánidas estaban determinados a restaurar la vieja gloria de la antigua Persia, haciendo del zoroastrismo la religión del estado y reclamando Armenia como parte del imperio. Para preservar la autonomía de los arsácidas en Armenia, Tirídates II intentó mantener relaciones amistosas con Roma. Esta fue una opción desafortunada, porque el rey sasánida Sapor I derrotó a los romanos y obtuvo una paz con el emperador Filipo el Árabe, por la que Roma consentía en pagar tributo y abandonar el control de Armenia. En 252, Sapor invadió Armenia y, forzando a Tirídates a huir, instaló a su propio hijo Ormuz en el trono armenio. Cuando Sapor I murió en 270, Ormuz ocupó el trono persa y su hermano Narsés gobernó Armenia en su lugar. Bajo el reinado de Diocleciano, Roma intentó instalar a Kosrov II como rey de Armenia, entre 279 y 287. Él tenía la posesión de la parte occidental del territorio armenio. Pero los sasánidas convencieron a algunos nobles para rebelarse, matando a Kosrov. Cuando Narsés marchó para tomar el trono persa en 293, el asesino de Kosrov fue instalado en el trono armenio. Narsés fue derrotado en 298, y el hijo de Kosrov, Tirídates III, recuperó el control de Armenia con la ayuda de los soldados romanos.

## Cristianización
Entre 301 y 314, san Gregorio el Iluminador convirtió al cristianismo a Tiridates III de Armenia y a miembros de su corte (tradicionalmente fechado en 301, según Mikayel Chamchián 1784).
El alfabeto armenio fue creado por Mesrop Mashtóts en 406 con el objetivo de traducir la Biblia al idioma armenio y divulgar el cristianismo, pero además impulsó la literatura armenia. Según Moisés de Corene, Isaac de Armenia tradujo los Evangelios, del siríaco, en 411. Para perfeccionar el trabajo, Juan de Egheghiatz y José de Baghin fueron enviados a Edesa. Ellos viajaron a Constantinopla y Alejandría para obtener copias auténticas del texto griego de los Evangelios y además de la Septuaginta y de la Hexapla de Orígenes. La versión aún usada fue completada en 434.

## Decadencia
En 337, durante el reinado de Cosroes III el breve, Shapur II invadió Armenia. Durante las siguientes décadas, el territorio armenio fue disputado entre el Imperio romano de Oriente y el Imperio sasánida, hasta que el país, tras el reinado de Arsaces II de Armenia, quedó dividido entre las dos potencias en 387, hasta la conquista árabe en 639. Gobernadores (marzban) arsácidas y bagrátidas se disputaron el cargo bajo protectorado bizantino o persa hasta que en 428 fue depuesto el último gobernante arsácida por los persas.